# Harry Kühnel
Harry Kühnel (* 24. März 1927 in Wien; † 13. August 1995 in Krems an der Donau) war ein österreichischer Historiker und Kunsthistoriker.

## Leben
Harry Kühnel wurde in Wien geboren, wuchs in Steyr auf, wo er die Schule besuchte. Er studierte Geschichte, Germanistik und Kunstgeschichte. Nach seiner Promotion im Jahr 1952 sollte er Direktor des Stadtarchives von Steyr werden, folgte aber bald dem Ruf seines Lehrers Alfons Lhotsky nach Wien. Lhotsky war es auch, der Fritz Dworschak Kühnel als Assistent für die Landesausstellungen in Krems empfahl.
1969 habilitierte er sich an der Universität Salzburg für österreichische Geschichte mit besonderer Berücksichtigung der Kulturgeschichte. Im selben Jahr wurde er Direktor des neu gegründeten Instituts für Realienkunde des Mittelalters und der frühen Neuzeit, dessen Direktor er bis zu seinem Tod war. 1957 bis 1991 war er auch Leiter des Kulturamts von Krems. 1979 wurde er außerordentlicher Universitätsprofessor.
1982 gründete Kühnel die Internationale Forschungsgesellschaft Medium Aevum Quotidianum (MAQ), deren Vorsitzender er bis 1992 war.
Harry Kühnel starb im 69. Lebensjahr an den Folgen eines schweren Autounfalls.

## Auszeichnungen
- 1972 Ehrenring der Stadt Krems an der Donau
- 1986 Großes Goldenes Ehrenzeichen für Verdienste um das Bundesland Niederösterreich
- 1988 Österreichisches Ehrenkreuz für Wissenschaft und Kunst I. Klasse
- 1989 Mozart-Preis der Johann Wolfgang von Goethe Stiftung zu Basel
- 1990 Ehrenbürgerschaft der Stadt Krems
- 1995 Wissenschaftspreis des Landes Niederösterreich

## Ausstellungen
Kühnel war an der Organisation vieler Ausstellungen maßgeblich beteiligt:
| Jahr | Ausstellung                                   | Ort/Region  | Typ               |
| ---- | --------------------------------------------- | ----------- | ----------------- |
| 1959 | Gotik in Niederösterreich                     | Krems       | Landesausstellung |
| 1967 | Romanische Kunst in Österreich                | Krems       | Landesausstellung |
| 1967 | Gotik in Österreich                           | Krems       |                   |
| 1967 | 4000 Jahre Ostasiatische Kunst                | Krems       |                   |
| 1982 | 800 Jahre Franz von Assisi                    | Krems       | Landesausstellung |
| 1984 | Das Zeitalter Kaisers Franz Josephs (1. Teil) | Grafenegg   | Landesausstellung |
| 1987 | Das Zeitalter Kaisers Franz Josephs (2. Teil) | Grafenegg   | Landesausstellung |
| 1994 | Genuß und Kunst                               | Schallaburg |                   |

## Veröffentlichungen

### Bücher und große Schriften
- Staat und Kirche in den Jahren 1700 bis 1740. Ein Beitrag zur Geschichte des Staatskirchentums in Österreich, Phil. Diss., 1951
- Chronik des Handwerks in Österreich, ES-Verlag, 1956–1959
- Die Hofburg zu Wien, Böhlau, 1964, ISBN 3-205-08045-9
- Mittelalterliche Heilkunde in Wien. Böhlau, Graz/Köln 1965 (= Studien zur Geschichte der Universität. Band 5).
- Krems an der Donau (Deutsche Lande - Deutsche Kunst). München/Berlin 1968
- Die Hofburg, Zsolnay, 1971, ISBN 3-552-02304-6
- Gotische Kunstwerke in Österreich, Schendl, 1972, ISBN 3-85268-043-3
- Kunst der Donauschule in Österreich, Wiener Allianz, 1973
- Kunst des Biedermeier in Österreich, Wiener Allianz Versicherung, 1977
- Kunst des Barock in Österreich, Wiener Allianz Versicherung, 1978
- Mittelalterliche Kunst aus Südtirol, Wiener Allianz Versicherung, 1978
- Kunst der Renaissance in Österreich, Wiener Allianz Versicherung, 1978
- als Hrsg.: Alltag im Spätmittelalter. Edition Kaleidoskop, Graz/Wien/Köln 1984; 2. Auflage ebenda 1985; 3. Auflage ebenda 1986, ISBN 3-222-11528-1.
- als Hrsg.: Frau und spätmittelalterlicher Alltag. Internationaler Kongreß Krems an der Donau 2.–5. Oktober 1984. Wien 1986 (= Veröffentlichungen des Instituts für mittelalterliche Realienkunde Österreichs. Band 9; Österreichische Akademie der Wissenschaften, phil.-hist. Klasse. Sitzungsbericht 473).
- als Hrsg.: Bildwörterbuch der Kleidung und Rüstung: vom alten Orient bis zum ausgehenden Mittelalter. Kröner, 1992, ISBN 3-520-45301-0.
- Tausend Jahre Krems : ein Jubiläumsbuch (mit Schönfellner u. Trumler), Jugend u Volk 1995, ISBN 3-224-17613-X.

### Kleine Schriften (Auswahl)
- Ziele der Erforschung der Sachkultur des Mittelalters. In: Rotterdam Papers. IV, 1982.
- Das Alltagsleben im Hause der spätmittelalterlichen Stadt. In: Alfred Haverkamp (Hrsg.): Haus und  Familie in der spätmittelalterlichen Stadt (= Städteforschung. Reihe A: Darstellungen. Band 19). Köln/Wien 1984.
- Heilkunst und Gesundheitswesen im Spätmittelalter. In: Österreichische Apotheker-Zeitung. Jahrgang 39, Folge 51/51, 1985.
- Die städtische Gemeinschaft – Probleme und Lösungen. In: Harry Kühnel (Hrsg.): Alltag im Spätmittelalter. 3. Auflage. Edition Kaleidoskop, Graz/Wien/Köln 1986, ISBN 3-222-11528-1.
- Die Sachkultur bürgerlicher und patrizischer Nürnberger Haushalte des Spätmittelalters und der frühen Neuzeit. In: Trude Ehlert (Hrsg.): Haushalt und Familie in Mittelalter und früher Neuzeit. Vorträge eines interdisziplinären Symposions vom 6.–9. Juni 1990 an der Rheinischen Friedrich-Wilhelms-Universität Bonn. Mit einem Register von Ralf Nelles. Thorbecke, Sigmaringen 1991, ISBN 3-7995-4156-X, S. 15–31.
- „Mit Seife mißt man die Kultur ...“. Mentalität und Alltagshygiene. In: Archiv für Kulturgeschichte. Band 73, Heft 1, 1991.

### Schriftleitung
- Die Gotik in Niederösterreich (Beiträge u. a. von Harry Kühnel), Kulturverwaltung d. Stadt Krems an d. Donau, 1963
- Ausstellung Romanische Kunst in Österreich (Schriftl.: Harry Kühnel), Kulturverwaltung d. Stadt Krems an d. Donau, 1964
- 950 Jahre Pfarre Krems (Schriftleitung), Pfarre Krems, 1964
- Gotik in Österreich : Ausstellg ; 19. Mai - 15. Okt. 1967, (Schriftleitung), Kulturverwaltung d. Stadt Krems an d. Donau, 1967
- Ausstellung. 1000 Jahre Kunst in Krems , (Schriftl.), Kulturverwaltung d. Stadt Krems an d. Donau, 1971
- Ausstellung Kunstschätze aus Niederösterreich : 11. Mai - 16. Oktober 1977, Minoritenkirche Krems-Stein, Kulturverwaltung d. Stadt Krems an d. Donau, 1977
- Niederösterr. Landesausstellung: 800 Jahre Franz von Assisi, (Schriftl.: Harry Kühnel u. a.), Amt d. NÖ. Landesregierung, 1982
- Katalog: Das Zeitalter Kaiser Franz Josephs, 1848–1860, (Schriftl.: Harry Kühnel), Amt der NÖ Landesregierung, 1984
- Katalog: Das Zeitalter Kaiser Franz Josephs, 1860–1916, (Schriftl.: Harry Kühnel), Amt der NÖ Landesregierung, 1987
- Frau und spätmittelalterlicher Alltag. Internationaler Kongreß Krems a. d. Donau 2. bis 5. Oktober 1984. Wien 1986 (= Sitzungberichte der Österreichischen Akademie der Wissenschaften: philosophisch-historische Klasse, 473; zugleich: Veröffentlichungen des Instituts für mittelalterliche Realienkunde Österreichs, 9).
- mit Roman Sandgruber: Genuß & Kunst : Kaffee, Tee, Schokolade, Tabak, Cola; Ausstellung Schloß Schallaburg 1994 (Hrsg.), NÖ Landesmuseum, Innsbruck 1994, ISBN 3-85460-108-5.
- Symposion über die kunsthistorische, wirtschaftliche und soziale Bedeutung der Altstadterneuerung (Schriftleitung), Kulturverwaltung d. Stadt Krems an d. Donau, 1961
- Symposion über die kunsthistorische, wirtschaftliche und soziale Bedeutung der Altstadterneuerung : Krems-Stein 1965, Kulturverwaltung d. Stadt Krems an d. Donau, 1965
- Denkmalpflege und Althaussanierung in Krems an der Donau : 1959–1974, Kulturverwaltung d. Stadt Krems an d. Donau, 1974
- Denkmalpflege und Altstadtsanierung in Krems an der Donau : 1960–1985, Verein zur Förderung d. Erneuerung von Krems, 1987

Daneben zeichnet er für zahlreiche Stadt- und Museumsführer verantwortlich und hatte die Schriftleitung für zahlreiche Ausstellungskataloge des Museums für Moderne Kunst im Dominikanerkloster.